# Grotte Mayenne-Sciences
La grotte Mayenne-Sciences, ou cave à la Dérouine, est une grotte ornée appartenant au groupe des grottes de Saulges. Elle est située sur la commune de Thorigné-en-Charnie, en Mayenne, dans les Pays de la Loire.

## Historique
La présence de vestiges préhistoriques sous le porche de la Dérouine est connue de longue date. Des fouilles ont été effectuées sous le porche par Gatien Chaplain-Duparc en 1876. Les fouilles anciennes n'ont ouvert aucun accès à la grotte.
Ce n'est qu'en 1967 que la section spéléologique Mayenne-Sciences, dirigée par Roger Bouillon (1940-2008), découvre la suite de la cavité renfermant des figurations pariétales préhistoriques (dessins et gravures). Le site a dès lors été appelé grotte Mayenne-Sciences. Elle a été classée au titre des monuments historiques par décret du 25 mars 1970.

## Description

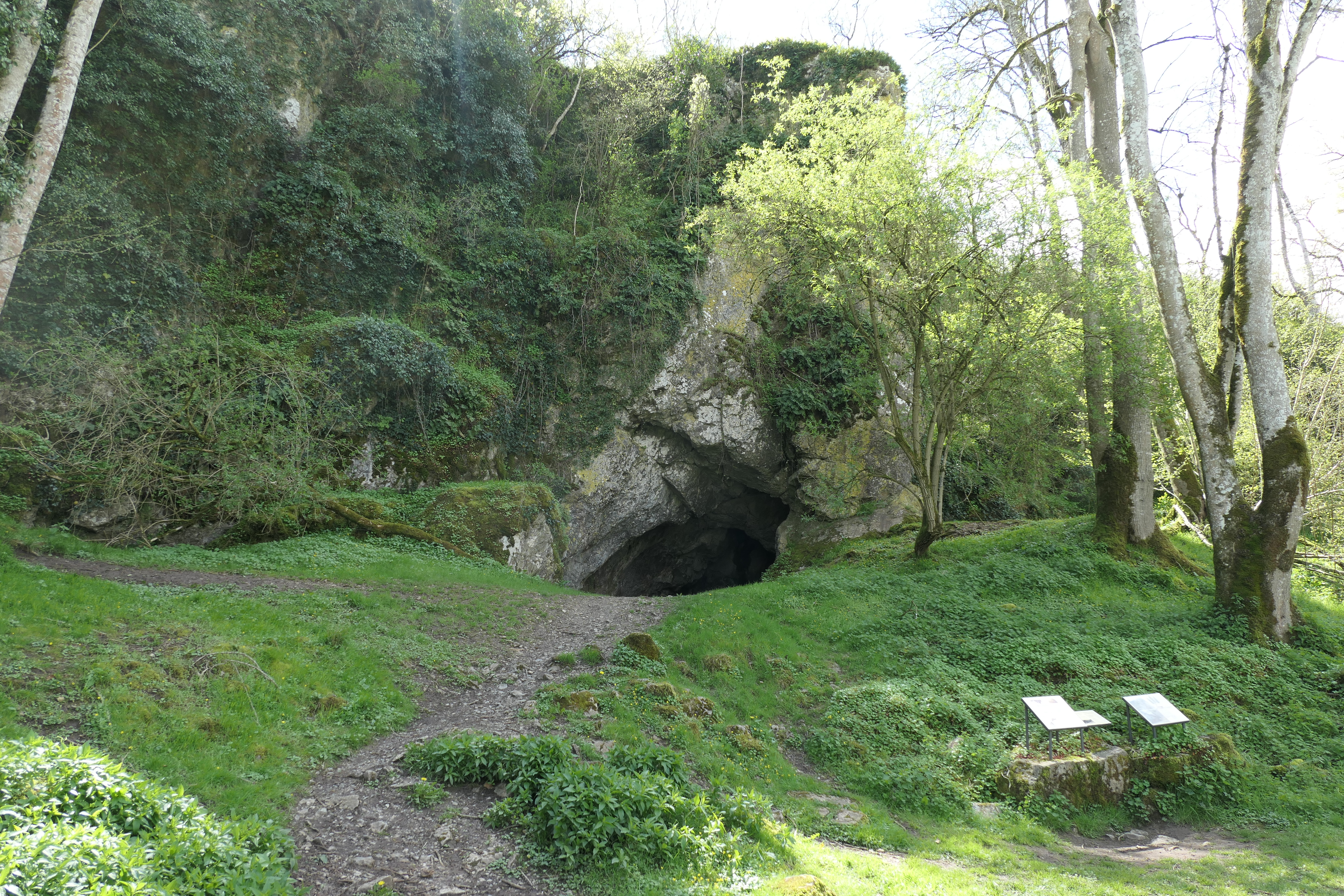
Porche de la Dérouine, entrée du boyau vers la grotte Mayenne-Sciences.

Une fente au pied de la paroi permet de pénétrer dans la grotte, d'une longueur de 60 mètres. Après un boyau étroit par lequel on se faufile sur quelques mètres, on accède à la caverne, formée de 4 salles en enfilade dont le plafond est assez haut pour se tenir debout.

## Art pariétal
Une thèse a été consacrée à l'art pariétal de la grotte Mayenne-Sciences par Romain Pigeaud, qui a été publiée en 2004.
La grotte comporte 59 représentations, dont 16 figures (9 chevaux, 2 mammouths, 1 bison, 4 indéterminés), 19 signes, 12 tracés indéterminés et surtout 12 tracés digitaux rouges.

## Datation
Des datations par le carbone 14 (environ 24 500 ans avant le présent) et une étude comparative avec les grottes ornées quercynoises ont permis de proposer une époque gravettienne pour la réalisation des peintures.

## Analyse
La grotte Mayenne-Sciences n'est pas la seule grotte ornée septentrionale. On connait deux grottes ornées en Angleterre (Church Hole et Robin Hood), deux en Normandie (Gouy, Orival), deux en Essonne (Boutigny, Trois Pignons), une en Seine-et-Marne (Croc Marin) et deux en Bourgogne (grotte du Cheval (Arcy-sur-Cure) et Grande grotte (Arcy-sur-Cure)). Depuis juillet 2005, des figurations paléolithiques ont également été découvertes dans la cave à Margot, une autre des grottes de Saulges.